# Ледник Абая (хребет Заилийский Алатау)
Ледни́к Аба́я (каз. Абай мұздығы) — ледник, расположенный на северном склоне пика Абая в хребте Заилийский Алатау. Находится на территории Иле-Алатауского национального парка. Назван в честь Абая Кунанбаева.

## Характеристика
Площадь 0,2 км². Длина 0,7 км, конец — на высоте 3340 м. Фирновая граница — на высоте 3640 м, площадь фирна — 0,1 км².

## История
Исследования ледника проводятся с 1937 года.